# Chiến tranh Việt – Chiêm (1471)
Chiến tranh Việt – Chiêm 1471 là cuộc chiến do vua Lê Thánh Tông của Đại Việt phát động vào năm 1471 nhằm chống lại vương quốc Chiêm Thành ở phương Nam. Quân đội Đại Việt thắng lớn, và Chiêm Thành suy yếu đến mức hầu như không còn được nhắc đến trong sử sách.

## Bối cảnh
Từ thời Lê Thái Tông, nhà Hậu Lê đã rất quan tâm tới vùng Hóa châu - biên cương phía nam. Sang thời Lê Nhân Tông, do có sự xâm lấn của Chiêm Thành, triều đình nhiều lần phát binh đánh nước này vào các năm 1444, 1445, 1446. Cuộc tiến công năm 1446 giành thắng lợi lớn, đánh vào kinh thành Chà Bàn (Vijaya), bắt chúa Chiêm Thành là Bí Cai (Maha Vijaya). Tướng Chiêm là Ma Ha Quý Lai đầu hàng trước, được lập làm quốc vương Chiêm mới (gọi là Maha Kali).
Vào năm 1449, Ma Ha Quý Do bỏ tù Quý Lai và cướp lấy ngôi vua (gọi là Maha Kaya). Quý Do truyền lệnh cho Giáo Nhĩ Mỗ, Bàn Thoa sang triều cống cho triều đình Đại Việt. Hoàng đế Nhân Tông khi đọc tờ biểu thì phán: "Tội giết vua, em giết anh là tội đại ác xưa nay, Trẫm không nhận đồ dâng", do đó không nhận lễ vật. Vào năm 1452, Ma Ha Quý Do được Minh Cảnh đế phong làm chúa Chiêm Thành. Sau đó Quý Do bị Trà Duyệt (Maha Saya), người hầu Thi Nại giết chết và cướp ngôi. Trà Duyệt chết, truyền ngôi cho em là Trà Toàn (Maha Sayan). Trà Toàn được sử sách Việt Nam mô tả là "hung hãn, hoang dâm, bạo ngược".
Trà Toàn bỏ tiến cống nhà Lê, thường xâm lấn biên giới phía nam Đại Việt. Vào tháng 8 âm lịch năm 1470, Trà Toàn sai sứ thần sang cầu viện với nhà Minh, thân hành đem hơn mười vạn quân thủy, quân bộ cùng voi ngựa đến đánh úp Hóa Châu. Viên tướng giữ Hóa Châu là Phạm Văn Hiển đánh nhau với quân Chiêm, không địch nổi, phải đóng cửa thành chống giữ, cho người phi ngựa đem văn thư cáo cấp về kinh đô. Việc này được Đại Việt sử ký toàn thư chép: Tháng 8, quốc vương Chiêm Thành Bàn La Trà Toàn thân hành đem hơn 10 vạn quân thủy bộ cùng voi ngựa đánh úp châu Hóa. Tướng trấn giữ biên thuỳ ở châu Hoá là bọn Phạm Văn Hiển đánh không nổi, phải dồn cả dân vào thành, rồi cho chạy thư cáo cấp.

## Đại Việt xuất quân

### Chuẩn bị
Trước khi đem đại quân đi đánh Chiêm Thành vua Lê Thánh Tông đã chuẩn bị rất kỹ về đối nội, đối ngoại, về lực lượng, về tinh thần quân dân Đại Việt.
Vào tháng 10 âm lịch (1470) ông sai Nguyễn Đình Mỹ và Quách Đình Bảo sang nhà Minh kể tội Chiêm Thành đánh úp biên giới, mò trộm trân châu và việc địa phương bị lấn cướp. Sau đó ông trưng thu lương thực ở phủ Thiên Trường, sắc dụ Thừa tuyên sứ phủ Thiên Trường rằng: Dẹp loạn thì trước hết phải dùng võ, quân mạnh vốn là ở đủ lương ăn. Lệnh tới nơi, bọn ngươi phải trưng thu ở các hạng quân sắc, lại viên, sinh đồ mỗi người 15 ống gạo, hạng hoàng đình và người già mỗi người 12 ống, bắt người bị trưng thu lại phải đồ lên thành gạo chín, không được để chậm ngày giờ, đem nộp lên sứ ty. Quan hạt đó đựng làm nhà kho, kiểm nghiệm thu vào rồi làm bản tâu lên. Kẻ nào trốn chạy thì xử tội chém đầu.
Tháng 11, hiệu định 52 điều lệnh về việc hành binh.
Trước khi xuất quân, để tăng thêm tinh thần cho binh lính, ông cho soạn tờ chiếu kể tội Trà Toàn và những việc làm sai trái của quân Chiêm đọc trước 26 vạn quân.

### Hành quân
Ngày mồng 6 tháng 11 âm lịch năm Canh Dần (tức ngày 28 tháng 11 năm 1470) Vua Lê Thánh Tông hạ chiếu ban 24 điều quân lệnh cho các doanh các vệ, ra lệnh cho Thái sư Đinh Liệt và Thái bảo Lê Niệm làm Chinh Lỗ tướng quân, thống lĩnh quân thủy trong các vệ thuộc ba phủ Đông, Nam và Bắc 10 vạn quân xuất phát đi trước.
Ngày 16 vua Lê Thánh Tông thân hành đốc xuất 15 vạn thủy quân, hôm ấy trời mưa nhỏ, gió bấc. Tạ Khắc Hải có câu thơ rằng:
Bách vạn sư đồ viễn khai hành,
Xao bồng vũ tác nhuận quân thanh.
(Trăm vạn quân đi đánh cõi xa,
Mui thuyền mưa dội thấm quân ta.)
Dọc đường, hễ qua đền thờ thần nào đều sai quan tới dâng lễ tế, để cầu cho quân đánh thắng trận. Bảo Nguyễn Như Đổ vào tế đền Đinh Tiên Hoàng.
Đầu tháng 12 âm lịch đại quân của Lê Thánh Tông đến núi Thiết Sơn Nghệ An.
Đến giữa tháng 12 âm lịch quân Đại Việt vào đến đất Chiêm Thành. Sau đó Lê Thánh Tông cho quân luyện tập thủy chiến, ông còn cho người vẽ lại bản đồ nước Chiêm.
Ngày mồng sáu tết âm lịch quân Đại Việt bắt sống được viên quan lại giữ cửa quan của Chiêm Thành tên là Bồng Nga Sa.
Lê Thánh Tông còn tự mình soạn ra cuốn Bình Chiêm sách sau đó cho dịch ra chữ Nôm rồi ban phát cho các doanh. Trong Bình Chiêm sách, nói có 10 lẽ tất thắng, có 3 việc đáng lo.

## Diễn biến
Ngày mồng 5 tháng 2 âm lịch (1471) Trà Toàn sai em đem 6 viên tướng và 50.000 lính lẻn đến sát doanh trại quân Đại Việt.
Ngày mồng 6 tháng 2 âm lịch Lê Thánh Tông bí mật sai Tả du kích tướng quân Lê Hi Cát, Hoàng Nhân Thiêm và Tiền phong tướng quân Lê Thế, Trịnh Văn Sái đem hơn 500 chiếc thuyền và 30.000 lính vượt biển, lẻn vào cửa biển Sa Kỳ lập dinh lũy, đặt đồn ải, để chặn đường về của quân Chiêm. Nhà vua còn bí mật sai viên tướng giữ quân bộ là Nguyễn Đức Trung đem quân lẻn đi vào chân núi mai phục.
Vua Lê Thánh Tông thân hành đem hơn 1000 chiếc thuyền và hàng trăm ngàn quân ra hai cửa biển Tân Áp và Cựu Tọa dựng cờ thiên tử vừa đánh trống vừa hò reo tiến thẳng về đằng trước mặt.
Quân Chiêm thấy thế quân Đại Việt lớn, lại trông thấy ngự doanh thì tan vỡ, giày xéo lẫn nhau bỏ chạy về thành Chà Bàn. Khi đến núi Mạc Nô, quân Chiêm gặp toán quân của Hy Cát đã đón sẵn ở đó. Quân Chiêm cuống cuồng sợ hãi, chạy rẽ ngang trèo qua chân núi cao, xác người, ngựa và đồ quân bỏ lại đầy núi đầy đường. Lê Niệm và Ngô Hồng tung quân ra đánh, chém được một đại tướng và thu được rất nhiều chiến lợi phẩm.
Vua Lê Thánh Tông đến cửa biển Thái Cân, tung quân ra đánh mạnh, chém được hơn 300 thủ cấp và bắt sống được hơn 60 người.
Trà Toàn sợ hãi, bèn dâng biểu xin hàng. Ngày 27 vua Lê Thánh Tông đem đại quân đánh phá thành Thi Nại, chém được hơn 100 thủ cấp. Ngày 28, 29 vua tới vây thành Chà Bàn, bao vây nhiều vòng. Ông sai các doanh chế tạo phi thê chuẩn bị đánh thành. Trà Toàn trong tình thế cùng quẫn, hằng ngày đệ nộp tờ cam kết đầu hàng. Vua Thánh Tông triệu Lê Viết Trung đến nói: 
| “               | Giặc đã tan rã chí chiến đấu; kỳ hạn đánh thành đã tới. Trà Toàn nay ở trong thành này, chỉ một trận là ta có thể nhổ được. Ta định phát pháo hiệu, nhưng sợ chúng biết, chi bằng mật ước các doanh cùng một lúc tiến đánh. | ” |
| — Lê Thánh Tông | |   |

Rồi ông bí mật hẹn cho các doanh phải tức tốc trèo thành mà vào; lại dụ bảo các tướng sĩ: 
| “               | Trong lúc thành Chà Bàn đã bị hạ, các kho tàng đều phải niêm phong, canh giữ không được phá hủy, bắt sống chúa Chiêm là Trà Toàn giải đến hành doanh không được giết hại. | ” |
| — Lê Thánh Tông | |   |

Một lúc sau, đứng xa trông thấy toán quân đi trước đã trèo lên được chỗ tường thấp trên mặt thành, bèn bắn luôn ba tiếng pháo để tiếp ứng, lại hạ lệnh cho vệ quân thần võ phá cửa đông thành tới vào. Thành Chà Bàn bị phá vỡ. Quân Đại Việt bắt được hơn ba mươi ngàn tù binh và chém được hơn bốn mươi ngàn thủ cấp. Ngô Nhạn dẫn tướng đầu hàng là bác ruột Trà Toàn tên là Bô Sản Ha Ma. Lê Thánh Tông sai trưng bày những thứ người Chiêm dùng làm lễ vật đem đến xin hàng mà ở Đại Việt không có, sai viên quan Đô úy Đỗ Hoàn chỉ tên từng thứ một. Có cái hộp bạc, hình như thanh kiếm, vua hỏi vật gì. Hoàn trả lời rằng đó là đồ của nước Chiêm từ xưa, người làm quốc vương phải có vật đó để truyền cho con cháu. Quân Thuận Hóa bắt sống Trà Toàn dẫn đến trước vua Lê Thánh Tông, nhà vua cho Trà Toàn được sống. Hôm ấy là ngày mồng 1 tháng 3 âm lịch (1471).
Ngày mồng 2 tháng 3 âm lịch (1471) vua Lê Thánh Tông hạ lệnh kéo quân về. Quân Đại Việt đã toàn thắng, Trà Toàn đã bị bắt. Nhưng một tướng của Trà Toàn tên là Bố Trì Trì chạy đến Phiên Lung, chiếm cứ vùng đất ấy, xưng là chúa Chiêm Thành (gọi là Jayavarman Mafoungnan); người này chiếm được một phần năm đất của nước Chiêm, sai sứ sang xưng thần, nộp cống, được Lê Thánh Tông phong làm vương. Ông lại phong vương cho cả Hoa Anh và Nam Bàn gồm 3 nước để dễ ràng buộc.

## Hậu quả
Cuộc tấn công của Đại Việt đã gây ra cái chết cho 60.000 quân và dân Chiêm Thành và khoảng 30.000 người bị bắt làm nô lệ. Kinh đô Vijaya (Chà Bàn) của Chiêm Thành bị phá hủy. Do mất nước, rất nhiều người Chiêm đã phải di cư sang Khmer và bán đảo Malacca. Miền bắc của Chiêm Thành (từ đèo Hải Vân - Đà Nẵng đến đèo Cù Mông - Phú Yên) được sáp nhập vào lãnh thổ Đại Việt. Nhiều người Chăm bị ép làm nô lệ và bị buộc phải đồng hóa vào xã hội Đại Việt.
Sau khi Trà Toàn đã bị bắt, tướng nước Chiêm là Bố Trì Trì chạy đến Phan Lung, chiếm giữ đất Chiêm, xưng là chúa Chiêm Thành (gọi là Jayavarman Mafoungnan). Trì Trì chiếm giữ được một phần năm đất đai trong nước, sai sứ sang xưng thần và xin vào cống nạp. Lê Thánh Tông phong cho Trì Trì làm vương, lại phong hai tước vương nữa ở Hoa Anh (còn gọi là Kauthara) và Nam Bàn (còn gọi là Tiểu quốc J'rai), gồm ba nước, để làm kế ràng buộc họ. Vùng đất từ đèo Cù Mông đến núi Đá Bia (thuộc tỉnh Phú Yên ngày nay) là nước Hoa Anh. Nam Bàn ở vùng núi phía tây nước Hoa Anh. Nước Chiêm Thành từ đây chính thức bị chia làm ba.
Phần đất Đại Chiêm và Cổ Lũy, vua Thánh Tông dùng người đầu hàng là Ba Thái làm Đồng tri phủ ở Đại Chiêm và dùng Đa Thủy làm Thiêm tri châu. Sau đó ông lệnh cho Đỗ Tử Quy làm Đồng tri châu giữ việc quân và dân ở Đại Chiêm; Lê Ỷ Đà làm Tri châu Cổ Lũy, giữ việc quân và dân ở Cổ Lũy, để đề phòng người Chiêm Thành làm phản.

### Phản ứng của các nước láng giềng
Nhà Minh Trung Quốc đã cử một phái đoàn đi tìm hiểu nguồn cội của sự việc vong quốc này của người Chăm, và những người Chăm tị nạn thuật rằng họ vẫn còn tiếp tục chiến đấu chống người Việt, sau khi đất nước của họ bị sáp nhập vào Đại Việt.
Trần Tuấn (陳峻), trưởng đoàn Trung Quốc năm 1474, sau khi tìm hiểu tại sao lại xảy ra sự vụ này, đã tìm cách tái đưa vua Chiêm Thành lên ngôi vương, song lại bị cản trở bởi người Việt và ông phải xuống Vương quốc Malacca để lập vua thay thế. Thế nhưng, phái đoàn Mã Lai năm 1481 kêu rằng người Việt đã tấn công bọn họ, song không dám phản kháng do không có ủng hộ của nhà Minh. Minh Hiến Tông đã đề nghị người Mã Lai nên trang bị và tìm cách đánh trả nếu bị người Việt tấn công, đồng thời cũng gửi sứ sang Đại Việt yêu cầu Đại Việt chấm dứt hoạt động tấn công cướp bóc người Mã Lai và người Chăm hoặc phải đối mặt với nguy cơ chiến tranh.
Các quốc gia khác như Lan Xang, Ayutthaya, Campuchia, Lan Na và Ava đã bị báo động về việc này, và vô cùng sợ hãi trước nguy cơ chiến tranh với Đại Việt. Sau đó, Đại Việt dưới thời Lê Thánh Tông đã tấn công Lan Xang nhằm chấm dứt sự quấy nhiễu của quân Lan Xang tại biên giới phía tây của Đại Việt, và bình định đất Bồn Man, trước đó đã xin nội thuộc vào Đại Việt từ năm 1448 dưới thời vua Lê Nhân Tông và được nhập vào châu Quy Hợp thuộc xứ Nghệ An.
Minh thực lục ghi lại như sau:
Ngày 25 tháng 8 âm lịch năm Thành Hóa thứ 11 (成化十一年), tức ngày 13 tháng 9 năm 1476 dương lịch, vua nước An Nam (安南) là Lê Hạo (黎灝) dâng biểu tâu rằng: Trước kia, vua nước Chiêm Thành (占城) là Bàn La Trà Toàn (槃羅茶全) do xâm phạm đạo Hóa Châu nên bị em là Bàn La Trà Duyệt (槃羅茶悅) giết. Sau đó, Trà Duyệt tự lập làm vua, chuẩn bị xin phong, thì con Trà Duyệt là Trà Chất Đài (茶質苔) đến, lại giết Trà Duyệt. Từ đó, nước ấy loạn lạc liên miên, không có ngày yên ổn, chẳng phải lỗi của nước thần. Nay thần kính tuân thánh dụ, ngưng binh hòa hiếu, số nam nữ bắt được hơn 740 người đều đã cho về nước.

Việc được giao cho Bộ Binh xử lý. Bộ Binh tâu rằng lời vua Lê Hạo không nhắc đến việc xâm chiếm Chiêm Thành, khác với lời của Hữu cấp sự trung Trần Tuấn (陳峻) và các sứ thần, thật giả khó phân. Vua nhân việc các sứ thần như Lê Hoằng Dục (黎弘毓) trở về, ban chiếu dụ Lê Hạo rằng: Trước kia, Bàn La Trà Duyệt tâu vua Bàn La Trà Toàn bị nước ngươi bắt, Chiêm Thành không còn chủ, xin phong vương. Trẫm theo đức trời đất yêu sinh, thuận lời xin, sai sứ đi phong. Sau đó, sứ về tâu rằng đất Chiêm Thành quả bị nước ngươi chiếm, đổi thành châu huyện. Trẫm còn nghi mà chưa tin. Nay nhận được biểu vua, nói rõ Chiêm Thành gây chiến, tạo oán, xâm phạm biên giới, dẫn đến mất nước, đều là tự chuốc lấy. Việc tuy chưa rõ, nhưng lý có thể có. Huống chi lời vua chân thành, chắc không phải ngụy biện. Chiêm Thành là một nước, truyền nối đã lâu, trước đây chẳng phải không có kẻ mạnh muốn thôn tính, nhưng sử sách chưa từng ghi được hay mất, đủ thấy nay nếu một sớm diệt tuyệt, chẳng những trái ý chỉ triều đình, mà còn khiến các nước ngoài sinh nghi, cùng nhau khởi tranh, thì có lợi gì cho nước ngươi? Chiếu dụ đến, vua nên xét lại, trả lại tông tộc, dân chúng, phục hồi đất đai, để không đến nỗi tuyệt tự. Như vậy, vua sẽ trọn được nghĩa hưng vong nối dõi, lòng kính trời phụng đại triều, cả hai đều vẹn. Vua nên cố gắng thực hiện.
Sách Thù vực chu tư lục ghi tương tự Minh thực lục nhưng có bổ sung thêm nhiều chi tiết, nhất là lời tranh biện của vua Lê Hạo.